# Provincia de Pescara
Pescara (en italiano Provincia di Pescara) es una provincia de la región de Abruzzo, en Italia. Su capital es la ciudad de Pescara. Limita al norte con la provincia de Teramo, al oeste con L'Aquila, al sur con Chieti y al este con el mar Adriático.
Tiene un área de 1225 km², y una población total de 295.463 hab. (2001). Hay 46 municipios en la provincia (fuente: ISTAT, véase este enlace).

## Municipios
- Abbateggio
- Alanno
- Bolognano
- Brittoli
- Bussi sul Tirino
- Cappelle sul Tavo
- Caramanico Terme
- Carpineto della Nora
- Castiglione a Casauria
- Catignano
- Cepagatti
- Città Sant'Angelo
- Civitaquana
- Civitella Casanova
- Collecorvino
- Corvara
- Cugnoli
- Elice
- Farindola
- Lettomanoppello
- Loreto Aprutino
- Manoppello
- Montebello di Bertona
- Montesilvano
- Moscufo
- Nocciano
- Penne
- Pescara
- Pescosansonesco
- Pianella
- Picciano
- Pietranico
- Popoli
- Roccamorice
- Rosciano
- Salle
- San Valentino in Abruzzo Citeriore
- Sant'Eufemia a Maiella
- Scafa
- Serramonacesca
- Spoltore
- Tocco da Casauria
- Torre de' Passeri
- Turrivalignani
- Vicoli
- Villa Celiera